# Florian Thunemann
Florian Thunemann (* 1980 in Hannover) ist ein deutscher Schauspieler.

## Leben
Florian Thunemann wurde 1980 in Hannover geboren. Von 2002 bis 2006 studierte er Schauspiel an der Otto-Falckenberg-Schule in München. Während seiner Ausbildung machte er Workshops bei Paco Gonzalez und bei der Kult-Diseuse Georgette Dee.
Seit 2001 steht er in zahlreichen Theaterproduktionen auf der Bühne – unter anderem am Schauspielhaus Hannover, am Schauspiel Bonn und am Staatstheater Wiesbaden (Festengagement von 2006 bis 2011) sowie bei den Burgfestspielen Bad Vilbel, den Festspielen Wangen und den Burgfestspielen Mayen. Er spielte u. a. Werther in Die Leiden des jungen Werther, Karl Moor in Die Räuber, Mario Breger in Männerhort, Tore in einer Bühnenadaption von Wie im Himmel oder Vincent in Der Vorname, wo er mit Regisseurinnen und Regisseuren wie Herbert Fritsch, David Mouchtar-Samorai, Manfred Beilharz, Caroline Stolz, Tobias Materna, Konstanze Lauterbach oder Hermann Schmidt-Rahmer zusammenarbeitete.
Von 2011 bis 2014 war er regelmäßig in einer durchgehenden Rolle bei SOKO Leipzig zu sehen.
2012 spielte er in der ZDF-Telenovela Wege zum Glück – Spuren im Sand die Rolle des Robert Ahlsen, Spross einer Reederdynastie, eine der männlichen Hauptrollen. Seit Mai 2025 spielt er in der RTL-Serie Alles was zählt die Rolle des Dragan Petrovic.
Neben seiner Tätigkeit als Schauspieler ist er als Musiker aktiv und beherrscht mehrere Instrumente. Als Gitarrist und Sänger tritt er zusammen mit Katharina Uhland als „kleineReise“ – ein 2PersonenOrchester auf. In einem lyrisch-musikalischen Bühnenprogramm unter dem Titel „Frauen.Leben.Liebe“ arbeitet er mit Christine Urspruch und Elisabeth Ebner zusammen.
Florian Thunemann lebt in Berlin.

## Filmografie

### Kino
- 2004: Zeuge! (Kurzfilm), Regie: David Jahn
- 2005: Drei zu viert (Kurzfilm), Regie: Tim Bergmann
- 2009: Strange Love (Kurzfilm), Regie: Corinna Thamm
- 2023: Metamorphose (Kurzfilm), Regie: Felix Talla

### Fernsehen (Auswahl)
- 2009: Liebe verlernt man nicht (Fernsehfilm)
- 2011–2014: SOKO Leipzig (10 Folgen) (Fernsehserie)
- 2012: Wege zum Glück – Spuren im Sand (Fernsehserie)
- 2013: Siebenstein – Der Mann im Mond (Fernsehserie)
- 2014: Heiter bis tödlich: Hauptstadtrevier – So Gott will (Fernsehserie)
- 2019: Inga Lindström – Familienfest in Sommerby (Fernsehreihe)
- 2019: SOKO Potsdam – Robin Hoods (Fernsehserie)
- 2021: Der Zürich-Krimi: Borchert und die Zeit zu sterben (Fernsehreihe)
- 2023: Herzstolpern – Aufbruch nach Italien (Mehrteiler)
- 2025: Morden im Norden – Das zweite Alibi (Fernsehserie)
- 2025: Alles was zählt (Fernsehserie)